# 유산의 날 (남아프리카 공화국)
유산의 날(아프리카어: Erfenisdag, 코사어: Usuku Lwamagugu, Usuku lokugubha amasiko)은 9월 24일에 기념되는 남아프리카 공화국의 공휴일이다. 이날 남아프리카인들은 모든 국민에게 속한 국가라는 더 넓은 맥락에서 그들의 문화와 다양한 신앙 및 전통을 기념하도록 권장된다.
유산의 날이 일요일인 경우, 다음 월요일이 공휴일로 지정된다.